# Magazine (banda)
Magazine fue una banda británica de post-punk formada en 1977 por Howard Devoto, quien acababa de salir de la banda Buzzcocks, y el guitarrista John McGeoch. La banda influenció a muchos artistas, muchos de ellos de Mánchester.
En 2008, tras 31 años de su formación y 27 de su separación, Magazine anunció su reunión y los preparativos para una gira por el Reino Unido para 2009, año en que siguen continuando juntos para una gira por aquel país y otros lugares.
Una biografía del Banshees guitarrista John McGeoch de su vida y legado es publicada en 2022 por Omnibus Press. The Light Pours Out of Me - The Authorized Biography of John McGeoch por Rory Sullivan-Burke, disponible en Amazonespaña, contiene entrevistas recientes e inéditas con numerosos músicos que han citado a John McGeoch como una influencia en su trabajo, como Johnny Marr de The Smiths, Jonny Greenwood, Ed O'Brien de Radiohead, y John Frusciante de Red Hot Chili Peppers.

## Historia
A comienzos de 1977, Howard Devoto había dejado su banda original Buzzcocks después de haber grabado con ella el EP Spiral Scratch, lanzado en febrero de 1977, y los temas que serían incluidos en el álbum Time's Up. No le estaba gustando lo que estaba haciendo allí. Es por eso que decidió mezclar el estilo punk, progresivo y otros, pero en otro proyecto, y dejar de lado al punk.
En abril de ese año conoce a John McGeoch, un estudiante de arte en la Universidad de Mánchester, componiendo junto con él un número de canciones que verían la luz en el primer álbum de su naciente banda. Luego pone un anuncio para convocar bajista, baterista y teclista, y respectivamente a éstos instrumentos respondieron Barry Adamson, Martin Jackson y Bob Dickinson para seguir el llamado. La banda debutó en vivo en el Rafters, Mánchester, el 28 de octubre de 1977; sin embargo, después de algunos conciertos, Dickinson es echado por un representante de la banda a finales de 1977. 
Como una banda de 4 integrantes y sin teclados dentro de su repertorio, Magazine graba y lanza su primer sencillo, Shot By Both Sides, en enero de 1978. Poco después, Dave Formula, un músico con mayor experiencia y parte de la escena roquera de Mánchester de los años 1960 con su banda St. Louis Union, se integra en teclados. De nuevo como banda de cinco miembros, Magazine graban y lanzan el sencillo Touch And Go y el álbum Real Life, lanzados en abril de 1978.
Luego de la gira promocional de Real Life por Gran Bretaña, Jackson se va de la banda, reapareciendo años después con The Chameleons y Swing Out Sister. Fue reemplazado por Paul Spencer, con quien la banda continuó su gira en Europa e hizo presentaciones en televisión (una de ellas en el programa The Old Grey Whistle Test). Luego, Spencer es llamado a dejar la banda por un representante, y se adiciona poco después a The Speedometors. John Doyle, quien fue hallado por John McGeoch, toma su lugar y queda con el puesto de baterista en forma definitiva, acabando con la gira. La nueva alineación graba y lanza, a finales de 1978, el tercer sencillo, Give Me Everything.
En enero de 1979, la banda graba lo que sería el siguiente álbum Secondhand Daylight, lanzado el 30 de marzo de ese año. El álbum destacaría por los sonidos de los sintetizadores y teclados de Dave Formula. Ese mismo año, éste, Barry Adamson y John Mcgeoch eran integrantes de un proyecto electrónico llamado Visage, liderado por el ícono New Romantic Steve Strange, grabando y lanzando, en septiembre de ese año, su primer sencillo Tar.
En 1980, Magazine graba The Correct Use Of Soap, producido por Martin Hannett, famoso productor en Mánchester en aquella época que había grabado con éxito para Joy Division. Pero McGeoch, cansado de que los materiales de la banda no estén fuertemente orientados a su estilo de guitarra y de las pocas ventas, decide irse de la banda después de la realización del álbum para integrar Siouxsie And The Banshees, donde sobresalió más que antes.
La banda llama a Robin Simon, quien había estado previamente en Ultravox y The Futants, para hacer una gira promocional del álbum en Europa y Australia, donde graban en vivo el disco Play. Sin embargo, al término de la gira, Simon se va y comienza a trabajar como músico de estudio para John Foxx, con quien había integrado Ultravox,. 
Así, Devoto llama a su compañero de la Escuela Politécnica en Bolton, Ben Mandelson (ex Amazorblades), en la guitarra, grabando Magic, Murder And The Weather, producido también por Martin Hannett. Sin embargo, Devoto decide separarse poco antes del lanzamiento del álbum, ocurrido en septiembre de 1981. La banda se separó meses después del lanzamiento, no queriendo imaginarse un reemplazo para Devoto.

### Después de Magazine
Al irse de Magazine, Howard Devoto inició una carrera solista, lanzando el también comercialmente fallido álbum Jerky Versions Of The Dream en 1983. En 1986 forma Luxuria, que dura hasta los años 1990. Luego de algunos años retirado de la música, regresa en el 2002 reuniéndose con Pete Shelley para lanzar un nuevo proyecto musical llamado ShelleyDevoto.
Barry Adamson estaba colaborando con Visage (aunque ya no como miembro) cuando Magazine se separó. De ahí colaboró con Pete Shelley como solista y The Birthday Party, como ayuda ante la ausencia del bajista Tracy Pew. Separada esta banda, su cantante Nick Cave y él forman Nick Cave And The Bad Seeds, donde permaneció hasta 1986, cuando decide convertirse en solista y orientarse más otros estilos, como el jazz. 
Formula siguió con Visage y también trabajó con Ludus y Design For Living. John Doyle y John McGeoch volvieron a trabajar juntos colaborando con Ken Lockie y uniéndose a The Armoury Show, en Escocia. Ben Mandelson se unió The Mekons y actualmente de dedica a la world music. En marzo de 2004, McGeoch fallece de un paro cardíaco mientras dormía, a los 48 años.

### Reunión
En 2008 se anunció que Magazine iba a reunirse por primera vez desde su separación en 1981, pero solo para algunos conciertos en febrero de 2009, dos de ellos en Londres y uno en Mánchester. La alineación estuvo compuesta por Howard Devoto en voz, Barry Adamson en bajo, Dave Formula en teclados y John Doyle en batería; Noko, quien había formado Luxuria a finales de la década de 1980 junto a Devoto, tomó el puesto de guitarrista.
La banda también se reunió para tocar en el Festival Internacional de Benicàssim, en España, el Viernes 17 de julio de 2009.

## Curiosidades
- A pesar de que Howard Devoto renunció a tocar punk en su más puro estilo y renunció a Buzzcocks, paradójicamente hubo un reencuentro cuando esta banda y Magazine tocaron juntos en el "Lesser Trade Hall" de Mánchester (lugar donde él y Pete Shelley se conocieron durante un concierto de los Sex Pistols y decidieron formar esta banda punk), en noviembre de 1978, y Devoto se puso a cantar "I Can't Control Myself", una de las canciones de su etapa con su anterior banda, y junto con ésta.

## Discografía
Todos los discos fueron editados en el Reino Unido por Virgin Records. 

### Álbumes
- 1978 - Real Life
- 1979 - Secondhand Daylight
- 1980 - The Correct Use of Soap
- 1980 - Play - disco en directo
- 1981 - Magic, Murder and the Weather

### Sencillos y EP
- 1978 - Shot By Both Sides
- 1978 - Touch And Go
- 1978 - Give Me Everything
- 1979 - "Rhythm of Cruelty" / "TV Baby"
- 1980 - "A Song From Under The Floorboards" / "Twenty Years Ago"
- 1980 - "Thank You (Falettinme Be Mice Elf Agin)" / "The Book"
- 1980 - "Upside Down" / "The Light Pours Out Of Me"
- 1980 - "Sweetheart Contract" - EP
- 1981 - "About The Weather" - EP

### Compilaciones
- 1982 - After The Fact - IRS Records
- 1991 - Scree - rarezas de 1978-1981
- 2000 - Maybe It's Right to Be Nervous Now - caja de 3 discos
- 2000 - Where the Power Is - retrospectiva de sencillos
- 2009 - Touch And Go - Anthology - 02.78-06.81 - compilado de 2 CD